# حبل وحشي
الحبل الوحشي (بالإنجليزية: Lateral cord)‏ هو جزءٌ من الضفيرة العضدية يشترك في تكوينه الجذور الأمامية لثلاثة من الأعصاب الشوكية المُكونّة للضفيرة العضدية وهم ع5 وع6 وع7. يُسمى بالحبل الوحشى نظرًا لوقوعه وحشيًا بالنسبة للشريان الإبطي الذي يمر في منطقة الإبط، وهو ثالث ثلاثة حبال توجد في الضفيرة العضدية، والاثنان الآخران هما الحبل الإنسي والحبل الخلفي.
ينشأ من الحبل الوحشي الأعصاب الآتية المُرتبة من الأقرب للأبعد:
- عصب صدري وحشي (ع5-ع7).
- عصب عضلي جلدي (ع5-ع7).
- الجذر الوحشي للعصب المتوسط (ع5-ع7) (الجذر الإنسي ينشأ من الحبل الإنسي).